# Pantomime
Pantomime (af græsk παντόμμος, den som efterligner; latin pantomimus; beslægtet med mimesis) er en teaterform som udføres med hjælp af gestik og mimik, hvor der ikke benyttes ord. Ofte har pantomimekunstneren klæder som fremhæver kroppen, eksempelvis trikot.